# Benjamin Lock
Benjamin Lock (Harare, Zimbabue, 4 de marzo de 1993) es un tenista profesional zimbabuense. Es miembro del Equipo de Copa Davis de Zimbabue.
Su ranking ATP más alto en individuales fue el número 314 logrado el 17  de junio  de 2023, mientras que su ranking ATP más alto en dobles fue el número 175 alcanzado el 5 de noviembre de 2018.
No ha ganado títulos ATP ni en individuales ni en dobles pero si que ha logrado una gran cantidad de títulos ITF tanto en dobles como en individuales, y varios títulos challenger en dobles.
Su hermano menor Courtney John Lock también juega al tenis.

## Títulos ATP Challenger (6; 0+6)

### Dobles (6)
| N.º | Fecha                   | Torneo       | Superficie    | Pareja             | Oponentes en la final                 | Resultado        |
| --- | ----------------------- | ------------ | ------------- | ------------------ | ------------------------------------- | ---------------- |
| 1.  | 9 de febrero de 2020    | Lauceston    | Dura          | Evan King          | Kimmer Coppejans Sergio Martos Gornés | 3-6, 6-3, [10-8] |
| 2.  | 18 de julio de 2021     | Nur-Sultan 3 | Dura          | Hsu Yu-hsiou       | Peter Polansky Sergiy Stakhovsky      | 2-6, 6-1, [10-7] |
| 3.  | 25 de julio de 2021     | Nur-Sultan 4 | Dura          | Hsu Yu-hsiou       | Oleksii Krutykh Grigoriy Lomakin      | 6-3, 6-4         |
| 4.  | 4 de septiembre de 2022 | Nonthaburi 2 | Dura          | Yuta Shimizu       | Francis Alcantara Christopher Rungkat | 6-1, 6-3         |
| 5.  | 10 de febrero de 2024   | Burnie 2     | Dura          | Yuta Shimizu       | Blake Bayldon Kody Pearson            | 6-4, 7-6(4)      |
| 6.  | 22 de junio de 2024     | Blois        | Tierra batida | Courtney John Lock | Corentin Denolly Arthur Gea           | 1-6, 6-3, [10-4] |